# 貝德山
46°36′48″N 7°19′39″E / 46.61333°N 7.32750°E

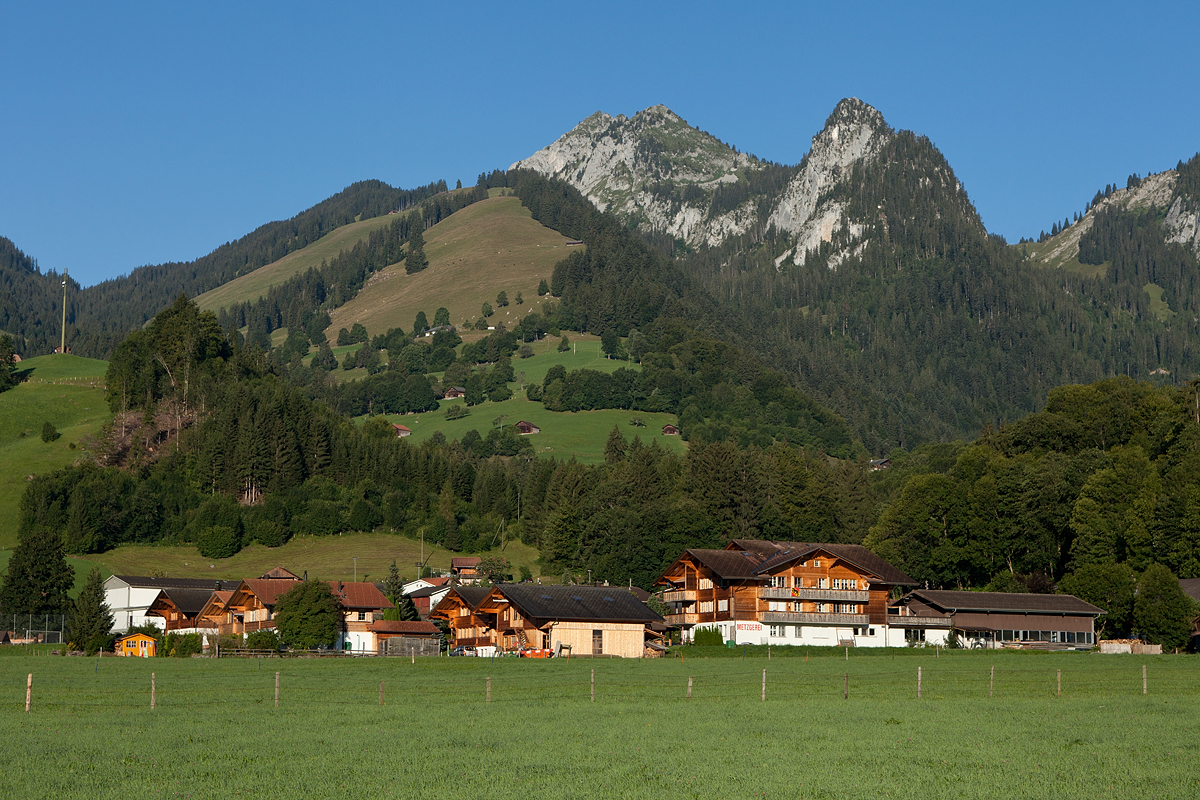

貝德山（Bäderhorn），是瑞士的山峰，位於該國中西部，由伯恩州負責管轄，屬於伯爾尼山的一部分，海拔高度2,009米，每年平均降雨量1,471毫米。